# Aserbaidschanische Literatur
Der Begriff aserbaidschanische Literatur (aserbaidschanisch Azərbaycan ədəbiyyatı) umfasst alle literarischen Werke, die in verschiedenen Perioden in unterschiedlichen Sprachen (Aserbaidschanisch, Persisch, Arabisch, Türkisch, Russisch usw.) vom aserbaidschanischen Volk geschaffen wurden.
Die aserbaidschanische Literatur spiegelt die Besonderheiten der Zeitalter wider, die die vielfältige Geschichte des aserbaidschanischen Volkes über Jahrhunderte geprägt haben. Sie zeigt das Denken und Sehnen des Volkes, seinen Kampf und sein geistiges Wachstum. Die Literatur, besonders die Aufklärungsliteratur, spielte bei der Entstehung der nationalen Identität des aserbaidschanischen Volkes eine bedeutende Rolle.

## Mittelalter

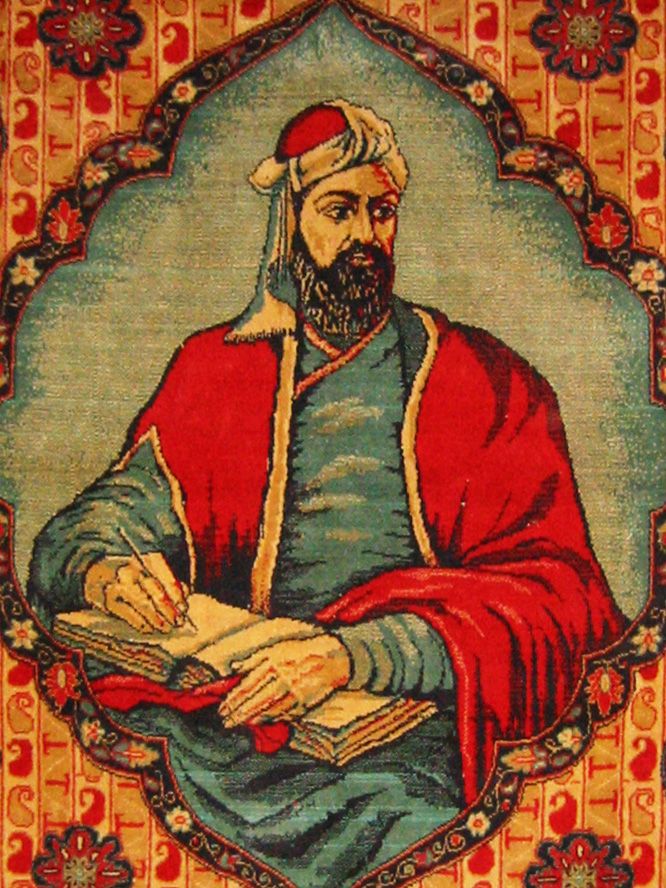
Nezāmi

Schriftliche Zeugnisse der aserbaidschanischen Literatur der frühesten Periode sind nicht erhalten. Aber es ist nachgewiesen, dass bereits im fünften Jahrhundert unserer Zeitrechnung im alten Kaukasischen Albanien (Albania), dem nordöstlichen Teil Aserbaidschans, ein Alphabet existierte, unter dessen Verwendung literarische Werke verfasst wurden. Das Epos Kitab-i Dede Korkud, das im 7. Jahrhundert in aserbaidschanischer Sprache verfasst wurde, ist eine der Kultur- und Geschichtsquellen des aserbaidschanischen Volkes. In 12 Sagen wird in diesem Epos der Kampf der Oghusen, der Vorfahren der Aserbaidschaner, für Freiheit und Unabhängigkeit beschrieben. Das Original dieser Sagen wird heute in den Museen im Vatikan und in Dresden aufbewahrt.
Vom 10. bis 11. Jahrhundert n. Chr. schufen die Dichter Chätib Täbrisi (1030–1108), Gätran Täbrisi (1010–1080) und der Philosoph Bähmänjar (gestorben 1066) eine Reihe von Werken.
Im 12. Jahrhundert, während der muslimischen Renaissance, schufen Dichter wie Äbül-Ula Gändschäwi und Fäläki Schirwani (1108–1146) ihre Werke, Chaqani (1120–1199) protestierte in seinen Werken gegen die Unterjochung und den religiösen Fanatismus. Das Leitmotiv seiner Gedichte und seines bekanntesten philosophischen Werkes «Ruinen der Stadt Madain» ist der Protest gegen die Willkür. Die Dichterin Mahsati Ganjavi, deren Lyrik durch eine freigeistige Haltung gekennzeichnet ist, setzt die Motive von Omar Chayyām fort.
Einen Höhepunkt der aserbaidschanischen Poesie bildet im 12. Jahrhundert das Schaffen von Nezāmi Gəncəvi (1140–1209), einem der Großen der Weltliteratur. Der Feder von Nizami, der in der Stadt Gəncə geboren war und dort das ganze Leben verbracht hat, entstammen, außer den lyrischen Gedichten, „Chamse“ (Xəmsə) – die fünf Poeme „Schatz der Geheimnisse“, „Chosrow und Schirin“, „Lejli und Medschnun“, „Sieben Schöne“ und „Iskender-Namä“. In diesen Gedichtzyklen fanden die philosophischen, ästhetischen und ethischen Ansichten von Nizami Ausdruck. Dieser Dichter und Humanist war ein Vertreter der progressivsten Ideen seiner Epoche, er trat gegen Ungerechtigkeit auf. Die von ihm geschaffenen literarischen Gestalten (Schirin, Färhad, Lejli, Medschnun) gingen in die Weltliteratur ein. Auch der deutsche Klassiker Goethe schätzte sein Schaffen und Talent sehr hoch.
Die mündliche epische Tradition der Türken in Form ihrer Heldengedichte gingen in Aserbaidschan früh verloren und wurde durch orientalische Liebesgeschichten und Balladen ersetzt. Im 14. Jahrhundert verbreitete sich die religiös-politische Bewegung des Hurufismus. Die als Ketzer betrachteten Hurufisten waren der Meinung, dass die Buchstaben des arabischen Alphabets einen heiligen Charakter haben und die Lösung der Weltgeheimnisse bergen. Der Hurufismus war eine Art des Protests gegen damals vorherrschende religiös-radikale Dogmen. Der Hurufit, Dichter und Denker Nasīmī (geb. 1369 in Şamaxı) war der erste große aserbaidschanische Lyriker, der in einem altanatolischen Dialekt, das aserbaidschanisch genannt werden kann, philosophische Gedichte (Ghazele) schuf. Den Grundstein seines Schaffens bildete die Konzeption "Än äl Hägg" (Ich bin die Wahrheit), die erklärte, dass der Mensch durch innere Bereicherung das göttliche Niveau erreichen kann. Er wurde 1417 in Aleppo (Syrien) von Verfolgern hingerichtet.

## Neuzeit

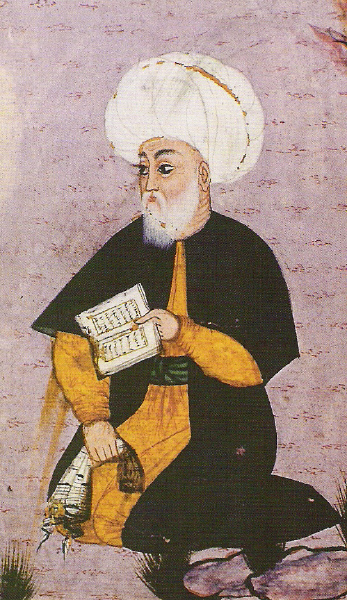
Fuzūlī

Im 16. Jahrhundert begann der politische, wirtschaftliche und kulturelle Aufschwung in Aserbaidschan. Der Staatsmann Schah Ismail I. (1486–1524), der Gründer des Safawidenreiches, schuf unter dem Pseudonym Chätai (Chatāʾī) Werke in aserbaidschanischer Sprache („Diwan“, „Dähnamä“, „Nässihatnamä“). Er benutzte Motive der Volkspoesie, die seiner Lyrik eine charakteristische Schlichtheit verliehen. In dieser Periode tritt der andere bekannteste Vertreter der aserbaidschanischen Literatur, Muhammad Fuzūlī (1480–1556) auf. Seine von tiefen philosophischen Gedanken durchdrungenen lyrischen Gedichte und Ghasele in aserbaidschanischer, arabischer und persischer Sprache dienten als Muster für die lyrische Poesie. In seinem romantischen Poem „Lejli und Medschnun“ besang er die reine, erhabene Liebe. Mit dem Namen Füzuli ist die endgültige Formierung der aserbaidschanischen Literatursprache verbunden.
Im 17. Jahrhundert wurden die heroisch-romantischen Epen (Dastane) „Aschyg Gärib“, „Schah Ismail“ und „Koroghlu“ bearbeitet und geschrieben. Der Inhalt des letzteren hat historische Hintergründe. Der Sänger und Volksheld Koroghlu war Verteidiger der unterdrückten und Feind des Despotismus. Unter dem Einfluss des volkspoetischen Schaffens im 17. Jahrhundert wurde die klassische Poesie demokratisiert. Die Dichter Sahib Təbrizi (1601–1676) und Qövsi Təbrizi setzten die Traditionen von Füzuli fort und wurden von der Volkspoesie stark beeinflusst. Zwei große Dichter bestimmten die wichtigsten Strömungen der Lyrik des 18. Jahrhunderts: In der Lyrik von Vidadi (1709–1809) klingen stärker soziale Motive an, während die Poesie von Molla Pənah Vaqif (1717–1797) von Optimismus mit Blick auf die Zukunft des Volkes durchdrungen ist. Das Schaffen Vaqifs stellt eine wesentliche Etappe in der Entwicklung der aserbaidschanischen Poesie zum Realismus dar. Er zeigte, dass sich auf Basis der klassischen Formen neue, der Volksdichtung ähnliche Formen unter Verwendung der gesprochenen Sprache entwickeln lassen. Ende des 18. Jahrhunderts wurde das Aserbaidschanische zur Hofsprache der Kadscharen im Süden Aserbaidschans, was auch die im persischen Reich lebenden Aserbaidschaner wie Kullīyāt-i Nashāṭ Iṣfahānī zu verstärkter literarischer Tätigkeit anregte – bei den schiitischen Dichtern waren das meist „blutrünstige Passionsspiele“. Die Prosa blieb hingegen schwach entwickelt. Der Norden, der seit 1828 zu Russland gehörte, öffnete sich hingegen russischen und anderen europäischen Einflüssen.

## Aufklärungsliteratur

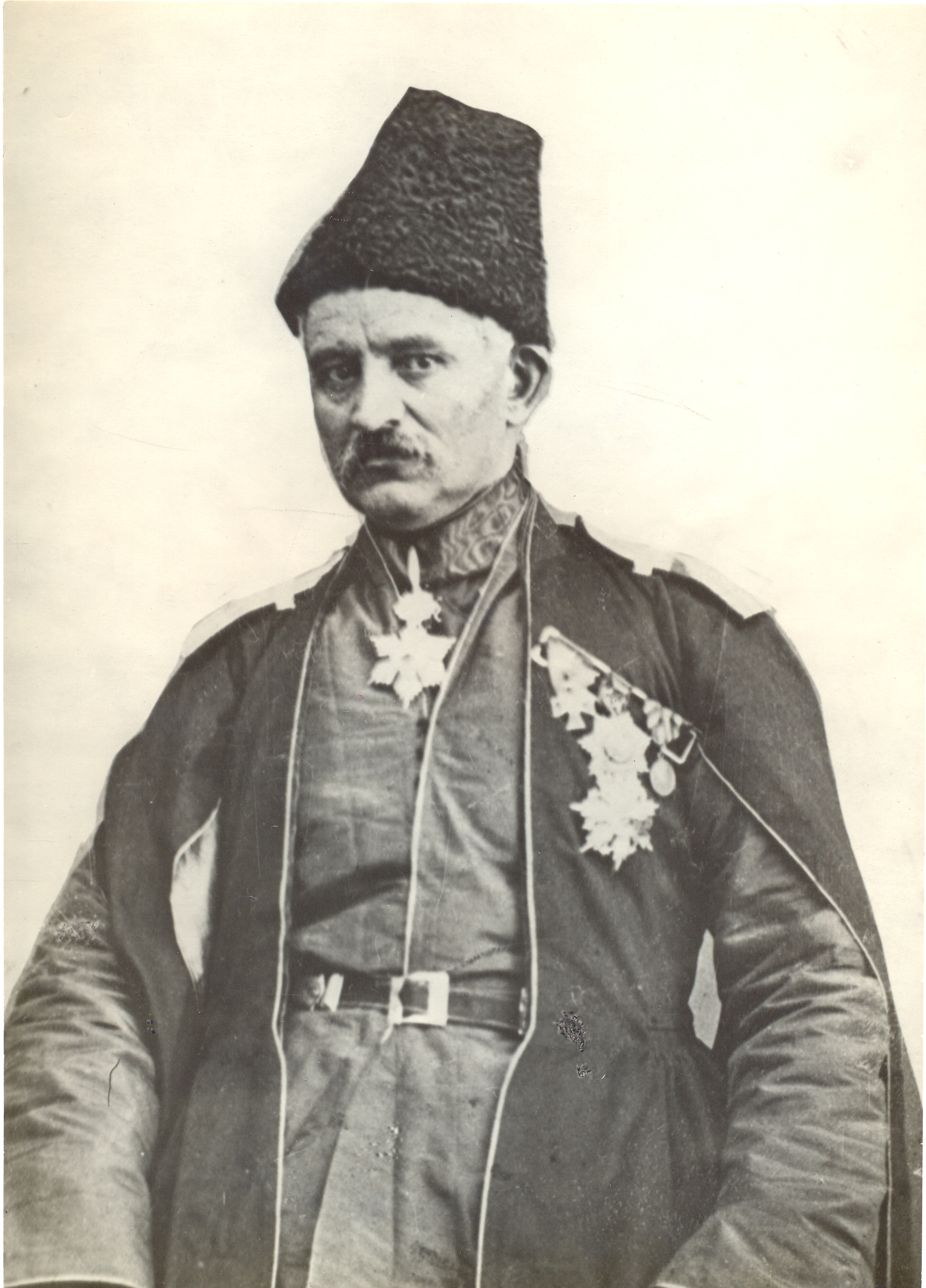
Mirzə Fətəli Axundov

In der ersten Hälfte des 19. Jahrhunderts entwickelte sich im russischen Teil Aserbaidschans eine aserbaidschanische Aufklärungsliteratur in einer dem Volk verständlichen Sprache. Die ersten Aufklärer und Vertreter einer muslimischen Selbstvergewisserung waren der Wissenschaftler und Dichter Abbasqulu ağa Bakıxanov (1796–1847), ein Sohn des letzten Khans von Baku, sowie die Dichter Mirzə Şəfi Vazeh (um 1796–1856) und İsmayıl bəy Qutqaşınlı (1806–1896). Sie brachten die neuen Genres (Novelle, alltägliches Poem) wie auch die Gestalt des „kleinen Mannes“ in die Literatur ein. Die Gedichte von Vazeh, der auch als Politiker und Kritiker des Klerus hervortrat, waren auch im deutschen Sprachraum beliebt. Sie wurden von Friedrich von Bodenstedt ins Deutsche übersetzt und als „Lieder des Mirza-Schaffy“ in Deutschland herausgegeben. Viele dieser Lieder wurden vertont, so u. a. von Franz Liszt, Karol Szymanowski und Edward MacDowell.
Einer der bedeutendsten Vertreter der satirischen Lyrik im 19. Jahrhundert war Qasım bəy Zakir (1784–1857), der die Korruptheit der zaristischen Beamten und die Grausamkeit der Gutsbesitzer brandmarkte. Diese Themen wurden in den Gedichten von Seyid Əzim Şirvani (1835–1888) weiterentwickelt.
Unter den Aufklärern, die sich eine uneuropäische Welt als Zukunftsmodell nicht mehr vorstellen konnten, nimmt Mirzə Fətəli Axundov (1812–1878), ein realistischer Schriftsteller, Philosoph und Begründer der aserbaidschanischen Dramatik (der im Ausland oft der „orientalische Molière“ genannt wurde), eine bedeutende Stellung ein. In seinen Komödien werden die Vorurteile und die Rückständigkeit der Herrschenden und des Klerus kritisiert. Der Dramatiker schuf die Gestalten der ehrlichen Leute aus dem Volk, der aserbaidschanischen Frauen und der progressiven Vertreter seiner Epoche, die auf soziale Verbesserungen drangen. Axundov schrieb im turksprachigen Bauerndialekt, der sich von der iranisierten Schriftsprache abhob.
1873 gründete der Dramatiker Nəcəf bəy Vəzirov (1854–1926) das erste dramatische Theater in Baku. In seinen Theaterstücken „Die Leiden von Fächräddin“ und „Aus dem Regen in die Traufe“ entwickelte Vəzirov die Aufklärungsideen von M. F. Axundov weiter, der seine Stücke ebenfalls dort aufführen konnte. In den 1880er Jahren bediente sich die ersten aserbaidschanischen Medien einer vereinfachten, von psersischen Fremdwörtern befreiten Sprache. Aserbaidschan wurde das Gebiet Russlands, in dem es den größten Anteil von Zeitungen und Zeitschriften in nichtrussischer Sprache gab, doch konnten sie die ländliche Bevölkerung nicht erreichen. Nach dem Verbot durch die Zensur 1878 mussten sie zeitweise nach Tbilisi ausweichen. Erst die Liberalisierung des Presserechts nach 1905 erlaubte die Herausgabe turksprachiger Publikationen in größerem Umfang.
Nəriman Nərimanov (1870–1925) verfasste in den 1890er Jahren Theaterstücke und einen ersten kurzen Roman über die unglückliche Liebe zwischen einem Muslim und einer Christin. Die Dramen „Zerstörtes Nest“ und „Junge ohne Schicksal“ von Əbdürrəhim bəy Haqverdiyev (1870–1933) sowie „Die Toten“ von Cəlil Məmmədquluzadə (1866–1932) zeigten die Haltlosigkeit der sich überlebenden Ordnungen. Die realistischen Erzählungen dieser Schriftsteller spielten eine große Rolle bei der Entwicklung der aserbaidschanischen Prosa. Das Organ, das energisch um den Sieg der demokratischen Ideen kämpfte, war die Zeitschrift Molla Nəsrəddin, die von Cəlil Məmmədquluzadə Anfang des 20. Jahrhunderts herausgegeben wurde. An dieser Zeitschrift arbeitete der satirische Dichter Mirzə Ələkbər Sabir mit. Farbenreiche Sprache, tiefgründiger Humor und ätzender Spott kennzeichnen Sabirs Werke. Die romantische Strömung in der aserbaidschanischen Literatur des frühen 20. Jahrhunderts spiegelte sich im Schaffen des Dichters und Dramatikers Hüseyn Cavid (1882–1941) sowie der Werke von Abbas Səhhət (1874–1918) und Məhəmməd Hadi (1879–1920). Sie poetisierten den Traum von einer besseren Gesellschaftsordnung, die sich auf vernünftige Gesetze gründet. Auch Opernlibretti entstanden nach der Jahrhundertwende; die Opern wurden von Komödiantentruppen in ganz Mittelasien aufgeführt.
Infolge der Russifizierungspolitik der 1880er Jahre verzichteten zahlreiche Muslime jedoch auf Bildung in den russischen Bildungseinrichtungen, und auch der Konservatismus der schiitischen, unter persischem Einfluss stehenden Geistlichkeit behinderte die Weiterentwicklung einer eigenständigen aserbaidschanischen Kultur und Literatur. So schlug der aserbaidschanische Nationalismus nach der Revolution von 1905 unter dem Einfluss des persischen Philosophen Dschamal ad-Din al-Afghani eine panislamisch-antieuropäische Richtung ein. Viele der einen ethnonationalistisch-pantürkischen Ansatz vertretenden Intellektuellen um die Zeitung Füyuzat emigrierten später in die Türkei oder fielen wie der Dichter und Dramatiker Ahmad Javad (1892–1937), der Verfasser der heutigen Nationalhymne, den stalinistischen Säuberungen zum Opfer fiel.

## Sowjetische Periode

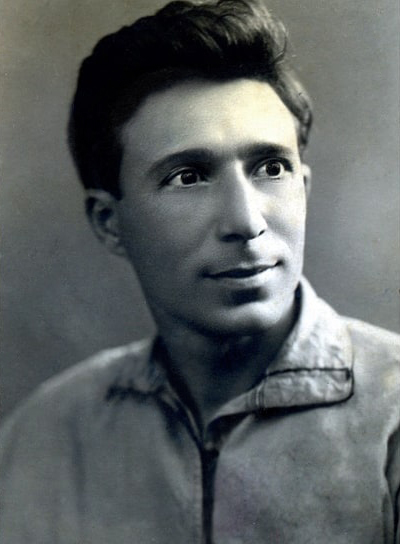
Cəfər Cabbarlı

In der frühen Sowjetära gab es viele Dichter mit hoher poetischer Begabung, zum Beispiel die Lyriker und Dramatiker Cəfər Cabbarlı (1899–1934) und Səməd Vurğun (1906–1956). Doch wurden viele literarische Werke von hoher Qualität aus politischen Gründen seit etwa 1926 hoffnungslos verdrängt. Einige Dichter starben in der Verbannung wie der Romantiker Huseyn Javid (1882–1941) oder wurden exekutiert wie Ahmad Javad und Mikayıl Müşfiq (1908–1939). Der unter dem Pseudonym Kurban Said bekannte Autor des Romans Ali und Nino (vermutlich handelte es sich um Essad Bey) lebte seit den 1920er Jahren zuerst im deutschen, dann im italienischen Exil.
Nach dem Ende der Stalin-Ära hatten die aserbaidschanischen Schriftsteller in den sechziger Jahren die Gelegenheit, sich vom Schema des sozialistischen Realismus zu entfernen. In diesen Jahren kam es zu einer Erneuerung der Form der Erzählung und auch des Dramas; es wurde wieder Sozialkritik geübt. Traditionelle Sitten und Denkgewohnheiten wurden nun mit Sympathie oder Distanz gezeichnet, aber nicht mehr als Hemmnisse der gesellschaftlichen Entwicklung abgetan. Sabir Əhmədov (Dramatiker und Drehbuchautor, * 1937), İsmayıl Şıxlı (Prosaist, Herausgeber und Publizist, 1919–1995), Xəlil Rza Ulutürk (Poet, 1932–1994), Məmməd Araz (Schriftsteller und Übersetzer, * 1933), İlyas Əfəndiyev (Prosaist und Dramatiker, 1914–1996), Bəxtiyar Vahabzadə (Dichter und Dramatiker, 1925–2009), Vaqif Səmədoğlu (Dichter und Dramatiker, 1939–2015), Anar, Rüstəm İbrahimbəyov und andere schufen Werke, die sich von dem üblichen Rahmen lösten und die allgemein menschlichen, ethischen und ästhetischen Werte verkörperten. Dennoch gerieten auch immer wieder Autoren in Schwierigkeiten, so z. B. in den 1960er Jahren der zuvor hoch geehrte Dichter, Romanautor und Kulturfunktionär Rasul Rza (1910–1981) aufgrund seiner philosophisch-subtilen Kritik am Regime. Die unbewältigten Probleme des Zusammenlebens der Religionen wurden von Eltschin (Schriftsteller und Dramatiker, * 1943) in seinem Roman Mahmud und Marjam (1984; dt. 1988) dargestellt. In Deutschland bekannt wurde auch sein Werk Das weiße Kamel (1989).

## Gegenwart
Nach dem Zerfall der Sowjetunion begann eine neue Ära in der aserbaidschanischen Literatur. Die neu erworbene Freiheit erlaubte den Ausbau neuer Literaturrichtungen wie des freien Verses oder der realistischen Novellen. Auch die Filmproduktion erlebte einen Aufschwung. Bekannte Dichter und Schriftsteller der postsowjetischen Periode sind u. a. der durch seine Kurzgeschichten bekannte Çingiz Abdullayev, der Philologe Kamal Abdulla (Abdullayev Kamal Mehdi oğlu, * 1950), dessen Romane zuerst in russischer, französischer, polnischer bzw. brasilianisch-portugiesischer Übersetzung erschienen sind, ferner die Schriftstellerin und Dramatikerin Afaq Məsud (* 1957), der Dichter und Drehbuchautor Ramiz Rövşən (* 1946), der Prosaautor und Dramatiker Elçin Hüseynbəyli (* 1961) und der Dichter Vaqif Bayatlı Odər (* 1948).
2012 kam es zu einem Skandal, als der zuvor durch den Titel „Schriftsteller der Nation“ hoch geehrte Akram Aylisli 2012 seinen Roman „Steinträume“ über die antiarmenischen Pogrome 1989/90 in Baku in einer russischen Zeitschrift veröffentlichte. Daraufhin wurden seine Bücher von Extremisten verbrannt, die Massenmedien überzogen ihn mit einer Verleumdungskampagne, er erhielt Mord- und Verstümmelungsdrohungen und ihm wurde die Pension entzogen.
Eine Bibliographie der Übersetzungen aserbaidschanischer Literatur ins Deutsche gibt das Buch von Steffi Chotiwari-Jünger „Die Literaturen der Völker Kaukasiens“, Reichert Verlag, Wiesbaden 2003, SS. 169–179. Hier ebenso einzelne Übersetzungen, SS. 44–52. Hörproben zum Buch finden sich auf der Webseite von Steffi Chotiwari-Jünger.